# Rue Villebois-Mareuil (Gennevilliers)
Pour les articles homonymes, voir Rue Villebois-Mareuil.
La rue Villebois-Mareuil est une voie de communication située sur la commune francilienne de Gennevilliers.

## Situation et accès
Cette rue est sise dans la partie nord du quartier du Village.
Un parc de stationnement pour automobiles est installé au no 52. Aucune ligne d'autobus ne dessert cette rue.

## Origine du nom
La rue tire son nom de Georges de Villebois-Mareuil, aristocrate et colonel français du XIXe siècle. Il est notamment connu comme l'un des fondateurs du mouvement d'extrême-droite Action Française.

## Bâtiments remarquables et lieux de mémoire
- Au no 43[3], se trouve le cimetière de Gennevilliers dit cimetière nouveau[4], ouvert en 1962.
- Au no 55, se trouvent cinquante-huit jardins familiaux créés entre 1992 et 2009[5].
- Au no 62, le foyer d'accueil médicalisé Villebois-Mareuil[6].